# Paroisse de Morehouse
La paroisse de Morehouse (anglais : Morehouse Parish) est une paroisse en Louisiane aux États-Unis d'Amérique. Le siège est la ville de Bastrop. Elle était peuplée de 31 021 habitants en 2000. Elle a une superficie de 2 057 km2 de terre émergée et de 28 km² d’eau.  

## Géographie
La paroisse est enclavée entre le comté d'Union (Arkansas) au nord-ouest, le comté d'Ashley (Arkansas) au nord, le comté de Chicot (Arkansas) au nord-est, la paroisse de Carroll Ouest à l'est, la paroisse de Richland au sud-est, la paroisse d'Ouachita au sud-ouest et la paroisse de l'Union à l'ouest.  
C'est dans cette paroisse que le bayou Bartholomew rejoint la rivière Ouachita. Ce cours d'eau est le plus grand bayou des États-Unis, son cours mesure 586 kilomètres.

## Démographie
Lors du recensement de 2000, les 31 021 habitants de la paroisse se divisaient en 55,76 % de « Blancs », 43,36 % de « Noirs » et d’Afro-Américains,  0,18 % d’Asiatiques et 0,13 % d’Amérindiens, ainsi que 0,12 % de non-répertoriés ci-dessus et 0,44 % de personnes métissées.
La grande majorité des habitants de la paroisse (98,57 %) ne parlent que l'anglais, seuls 0,26 % parlent le français ou le français cadien à la maison.

## Municipalités
- Bastrop
- Bonita
- Collinston
- Mer Rouge
- Oak Ridge